# Ruský Hrabovec
Ruský Hrabovec (in ungherese: Nagygereblyés) è un comune della Slovacchia facente parte del Distretto di Sobrance, nella regione di Košice.